# 悪人の誕生
『悪人の誕生』（あくにんのたんじょう、原題：The First Bad Man　公開：1955年9月30日）は、アメリカ合衆国の映画会社メトロ・ゴールドウィン・メイヤー (MGM) に所属していたアニメーターのテックス・アヴェリーによる作品のひとつ。

## スタッフ
- 監督：テックス・アヴェリー
- 製作責任者：フレッド・クインビー
- アニメーション製作：ウォルター・クリントン、グラント・シモンズ、マイケル・ラー、レイ・パターソン
- 脚本：ヘック・アレン
- 背景：ジョン・ディドリック・ジョンセン
- 声の出演：テックス・リター（英語版）
- 音楽：スコット・ブラッドリー

## 内容
高層ビルの立ち並ぶ都会である米国テキサス州ダラス市は100万年前から栄えており、現代に準じる施設やインフラの整う町であった。人々は現代とはいささか異なる風習ながらも平穏な生活を送っていた。そんな町に突如、馬ならぬ恐竜にまたがった悪人（ゴジラ・キッド）が登場し、狼藉の限りを尽くす。果たして町の人々と捕物になるが、西部劇さながらの激闘の末、ゴジラ・キッドは遂には岩山の中にある洞窟へ追い詰められ、人々によって岩山が削られ、そこが世界最初の悪人を閉じ込める牢屋になったという話である。
最後は、現代のダラスに残る牢屋で、「（俺を）いつになったら出してくれるんだ」とボヤくゴジラ・キッドを映して幕となる。

## 登場するキャラクター
悪人（ゴジラ・キッド）(Dinosaur Dan)
恐竜（テキサスロングホーンを付けたアパトサウルス）にまたがり平穏な古代の町に現われ、悪行を尽くすが、最後は同じく恐竜に乗った町の人に捕まってしまう。
町の人たち
時代考証的にありえないが、恐竜も生息する時代の人々。現代社会に準じた文明を持つ生活を送っている。男はカウボーイハットを被り、挨拶の際に棒で頭を打ち合ったり、妻の髪を引っ張って町中を歩いたりする等のおかしな風習を持つ。

## 日本でのテレビ放映
TBS版の『トムとジェリー』の短編に挟まれて放映されていた。順番で時折放映された。